# Срето Танасић
Срето Танасић (Подновље, код Добоја, 27. јуна 1949) српски и југословенски је лингвиста, филолог и универзитетски професор. Танасић је председник Одбора за стандардизацију српског језика, дописни члан Академије наука и умјетности Републике Српске (АНУРС), редовни професор Филозофског факултета у Нишу, научни саветник Института за српски језик САНУ и његов директор од 2006. до 2016. године.

## Биографија
Завршио је Филозофски факултет у Сарајеву, Групу за српскохрватски језик и историја југословенских књижевности. На истом факултету одбранио је магистарски рад синтаксе савременог српског језика. Једну школску годину предавао је српскохрватски језик у својству лектора на Универзитету „Ломоносов” у Москви. Након избијања грађанског рата у Босни и Херцеговини, са породицом је 1992. прешао у Београд. У Институту за српски језик САНУ радио је од 1994. до 2016. На Филозофском факултету у Нишу од 1993. године радио је као хонорарни наставник до 1. октобра 2016. Од 1996. петнаест година био је гостујући професор за савремени српски језик на Филозофском / Филолошком факултету у Бањој Луци. Октобра 2008. године и новембра 2013. држао је по позиву предавања савременог српског језика на Универзитету „Ломоносов” у Москви. На Универзитетима у Београду, Новом Саду, Крагујевцу, Бањој Луци и Источном Сарајеву био је члан у педесетак комисија за одбрану магистарских и докторских дисертација.
Учествовао је с рефератом на великом броју домаћих и међународних научних конференција, између осталог на 15. међународном конгресу слависта у Минску 2013. и на 16. међународном конгресу слависта у Београду 2018. Био члан и/или предсједник организационих одбора великог броја домаћих и међународних научних скупова, између осталог и члан Програмског одбора 16. међународног конгреса слависта у Београду 2018.

### Област интересовања и истраживања
Танасићева основна подручја занимања су: синтакса савременога српског језика, савремени српски стандардни језик и језичка култура, питања функционисања српског стандардног језика, те синтакса и лексика српских ијекавских говора. Више од десет година био је руководилац пројекта „Опис и стандардизација савременог српског језика” у Институту за српски језик САНУ. Радови су му, поред у Србији, објављивани и у Босни и Херцеговини, Црној Гори, Бугарској, Пољској, Румунији и Русији.

### Чланство и уредништво
Танасић је члан редакција часописâ Јужнословенски филолог, Славистика и Задужбина, из Београда, часописа Годишњак за језик и књижевност, који издаје Филозофски факултет у Нишу, члан редакције часописа Исходишта, који издају Западни универзитет у Темишвару и Филозофски факултет у Нишу, те члан редакције часописа Хришћанска мисао из Београда. Члан је редакције и главни уредник часописа за савремени српски језик и језичку културу Наш језик, који издаје Институт за српски језик САНУ. Уредио је више књига и зборника из области језика.

### Чланство у стручним телима
Сарадник је Српске академије наука и уметности (САНУ) и Академије наука и уметности Републике Српске (АНУРС) на изради Српског дијалектолошког атласа. Члан је Одбора за језик АНУРС, члан Комисије за језик и књижевност АНУРС за израду Енциклопедије Републике Српске, потпредсједник Славистичког друштва Србије. Стални је члан Матице српске у Новом Саду и њеног Одбора за књижевност и језик, као и члан њене Комисије за доделу награде за допринос српској језичкој култури. У два мандата био члан Матичног научног одбора за језик и књижевност Министарства за науку Републике Србије. Члан је Одбора за награду „Павле и Милка Ивић”, члан Управног одбора Задужбине Иве Андрића, члан Вукове задужбине у Београду. Члан је Савета за српски језик при Влади Републике Србије.
Танасић је члан и предсједник Одбора за стандардизацију српског језика и члан његове Комисије за синтаксу, који су 1997. основале три академије наука и уметности: САНУ, ЦАНУ и АНУРС, Институт за српски језик САНУ, Матица српска, Српска књижевна задруга и сви факултети из Србије, Републике Српске и Црне Горе на којим се студира српски језик ради језичког планирања које би водило адекватној језичкој политици, обезбеђивању статуса српског језика и планирања проучавања српског језика као основе за осавремењавање његове стандарднојезичке норме.

## Признања и награде
- Награда Министарства за науку Републике Србије за успех постигнут у науци 2004.
- Награда „Павле Ивић” за најбољу књигу о српском језику у 2005. (коаутор), фебруар 2006.[5]
- Захвалница Филозофског факултета Универзитета у Источном Сарајеву, 27. мај 2008.
- Повеља захвалности Филолошког факултета у Београду за изузетну сарадњу и подршку студија, 6. октобар 2015.
- Почасни члан Славистичког друштва Србије 2019.
- Признање „Културни образац” за посвећени рад у корист културе. Министарство културе Републике Србије, 26. децембра 2019.
- Повеља Матице српске за неговање српске језичке културе, 2023.[6]
- Спомен повеља ,,АКАДЕМИК ПРЕДРАГ ПИПЕР" за неговање сећањана научно дело академика Предрага Пипера и за значајан допринос славистици и србистици. Савез славистичких друштава Србије у сарадњи са Матицом Српском, Институтом за српски језик САНУ, Филолошким факултетом Универзитета у Београду и Филозофским факултетом Универзитета у Новом Саду, 13. 9. 2024.

### Посебна издања
- Танасић, Срето: Презент у савременом српском језику, Београд: Библиотека Јужнословенског филолога, Нова серија, књ. 12, 1996, 192 стр.[8]
- Танасић, Срето: Синтаксичке теме, Београд: Београдска књига, 2005, 229 стр.[9]
- Предраг Пипер, Ивана Антонић, Владислава Ружић, Срето Танасић, Људмила Поповић, Бранко Тошовић, Синтакса савременога српског језика. Проста реченица(у редакцији Милке Ивић), Београд: Институт за српски језик САНУ, Београдска књига – Нови Сад: Матица српска, 2005, 345–476. [Прилози граматици српског језика]
- Танасић, Срето: Синтаксичке теме, друго издање – измењено и проширено, Београд: Београдска књига,2009, 251 стр.
- Танасић, Срето: Из синтаксе српске реченице, Београд: Београдска књига, Институт за српски језик САНУ, 2012, 221 стр.
- Танасић, Срето: Синтакса пасива у савременом српском језику, Београд: Београдска књига, Институт за српски језик САНУ, 2014, 259 стр.
- Разумевање језика: Разговори са Сретом Танасићем/ [разговоре водио] Милош Јевтић, Београд: НМ либрис, 2017, 253. стр. [Колекција Одговори, 212]
- Предраг Пипер, Миливој Алановић, Слободан Павловић, Ивана Антонић, Марина Николић, Дојчил Војводић, Људмила Поповић, Срето Танасић, Биљана Марић, Синтакса сложене реченице у савременом српском језику (у редакцији Предрага Пипера), Београд: Институт за српски језик САНУ – Нови Сад: Матица српска, 2018, 597–633.[10]
- У служби науке. Разговори у редакцији часописа Исток са Слободаном Реметићем и Сретом Танасићем (поводом XVI међународног конгреса слависта у Београду 2018), Исток, Књажевац, 2018, 73 стр.
- Танасић, Срето З.: Из синтаксе и семантике српског језика, Нови Сад: Прометеј, 2019, 245 стр.[11]
- Танасић, Срето З.: Тако сам говорио зарад сутра: интервјуи,  Чигоја штампа, 2020, стр. 234, 21 цм;
- Танасић, Срето З.: Прилози синтакси српског језика, Завод за уџбенике и наставна средства, Источно Сарајево, 225 стр, 24 цм;
- Танасић, Срето З.: Огледи о језику српских писаца. Славистичко друштво Србије, Београд, 225 стр, 24 цм;
- Танасић, Срето З.: Српски језик и ћирилица данас: огледало српско, Прометеј, Нови Сад, 2023, стр. 193, 21 цм;

### Преводи са руског језика:
- Г. В. Флоровски, Путеви руског богословља,Подгорица: ЦИД, 1997, 656 стр.
- Јуриј Лошчиц, Унион. Српска прича руска бајка, Београд: Равера прес, 1997, 293 стр.
- Лав П. Карсавин, О личности, Подгорица: ЦИД,2004, 319 стр.
- Јуриј М. Лошчиц, Српска прича руска бајка 1: Унион, Београд: Хришћанскамисао, 2005, 272 стр. (као  под 2)
- Јуриј М. Лошчиц, Српска прича руска бајка 2: Полумир, Београд: Хришћанска мисао, 2005, 253 стр.